# L'Ebreo in rosa
L'Ebreo in rosa è un dipinto a olio su cartone (100x80,5 cm) realizzato nel 1915 dal pittore Marc Chagall.
È conservato nel Museo di Stato Russo di San Pietroburgo.